# 新宁贯众
新宁贯众（学名：Cyrtomium sinningense）为鳞毛蕨科贯众属下的一个种。

## 扩展阅读
- 維基物種上的相關：新宁贯众